# Elecciones presidenciales de Colombia de 1966
Las elecciones presidenciales de Colombia de 1966, se celebraron el domingo 1 de mayo de 1966, en las que se proclamó ganador al candidato liberal Carlos Lleras Restrepo.

## Antecedentes

### Frente Nacional
Según el pacto del Frente Nacional, la candidatura oficial para el periodo 1966-1970 correspondía a un  miembro del Partido Liberal, donde hubo un consenso alrededor de la figura de Carlos Lleras Restrepo para abanderar la coalición. Lleras había sido ministro y parlamentario, y una de las figuras centrales de su partido desde finales de la década de los 40's.
La campaña de Lleras a la Presidencia fue denominada "Frente de Transformación Nacional", con lo cual se proponía una renovación dentro del desvencijado Frente Nacional, que manifestaba una crisis reflejada en el distanciamiento del ejecutivo con el Congreso y la aparición de guerrillas de orientación comunista como las FARC y el ELN.

### Oposición
Los sectores opuestos al Frente Nacional se agruparon alrededor de la candidatura de José Jaramillo Giraldo, congresista y antiguo miembro del Partido Liberal, quien tenía el respaldo del jefe absoluto de la ANAPO, el expresidente Gustavo Rojas Pinilla. Su campaña contó con el apoyo de minorías políticas enfrentadas al bipartidismo, mientras que el otro sector fuerte de oposición, representado en el Movimiento Revolucionario Liberal, se dividió entre el apoyo a Jaramillo y la abstención.
Por su parte, Alfonso López Michelsen, candidato del MRL en 1962, se abstuvo de aspirar en esta ocasión, acercándose a la campaña de Lleras Restrepo argumentando una semejanza entre los programas de ambos. Posteriormente, López sería nombrado gobernador del Cesar y Ministro de Relaciones Exteriores en el gobierno de Lleras.

## Candidatos
La siguiente es la lista de candidatos inscritos (por orden alfabético).
| Candidato | Candidato | Candidato                                                 | Formación | Cargos públicos | Candidatura                    |
| --------- | --------- | --------------------------------------------------------- | --------- | --- | ------------------------------ |
|           |           | Carlos Lleras Restrepo 58 años                            | Abogado   | - Diputado por la Asamblea de Cundinamarca (1931-1933) - Representante a la Cámara (1933-1936) - Presidente de la Cámara de Representantes (1935-1936) - Contralor general de la Nación (1936-1939) - Ministro de Hacienda (1938-1941; 1943-1945) - Senador de la República (1942-1949; 1958-1966) | Liberal Con apoyo conservador. |
|           |           | José Jaramillo Giraldo 51 años Disidencia Liberal / ANAPO | Abogado   | - Senador de la República (1943-1949) - Presidente del Senado (1946-1947) - Miembro de la Asamblea Nacional Constituyente (1953-1957) |                                |

## Resultados
| Candidato a presidente    | Partido o movimiento            | Votos     |
| ------------------------- | ------------------------------- | --------- |
| Carlos Lleras Restrepo    | Liberal (con apoyo conservador) | 1'881,502 |
| José Jaramillo Giraldo    | Disidencia liberal/ANAPO        | 741,203   |
| Gabriel Antonio Goyeneche | Liberal independiente           | 597       |
| Votos en blanco           | Votos en blanco                 | 9.824     |
| Total votos válidos       | Total votos válidos             | 2'633.905 |
| Votos nulos               | Votos nulos                     | 5.529     |
| Total de votantes         | Total de votantes               | 2'649.258 |

Las elecciones reflejaron el clima de apatía electoral y crisis del Frente Nacional, sumada a la crisis económica que atravesaba el país, expresada en el estancamiento de la producción agrícola y el descenso en el crecimiento industrial. La abstención estuvo cercana al 60 por ciento.

### Por Departamento
| Antioquia          | 235 587 | 78.12% | 65 015  | 21.56% |
| Atlántico          | 74 502  | 71.98% | 28 771  | 27.79% |
| Bogotá             | 218 790 | 59.19% | 149 317 | 40.39% |
| Boyacá             | 96 051  | 62.11% | 58 229  | 37.65% |
| Bolívar            | 109 956 | 85.89% | 17 978  | 14.04% |
| Viejo Caldas       | 159 685 | 78.62% | 42 960  | 21.15% |
| Cauca              | 91 542  | 90.81% | 9 112   | 9.03%  |
| Córdoba            | 60 507  | 81.70% | 12 527  | 16.93% |
| Chocó              | 33 534  | 98.12% | 629     | 1.84%  |
| Cundinamarca       | 132 649 | 75.81% | 42 094  | 24.05% |
| Huila              | 39 844  | 58.43% | 28 061  | 41.15% |
| La Guajira         | 13 778  | 63.19% | 7 974   | 36.57% |
| Magdalena          | 65 964  | 71.99% | 25 482  | 27.81% |
| Meta               | 14 614  | 62.84% | 8 586   | 36.92% |
| Nariño             | 80 668  | 65.71% | 31 931  | 26.01% |
| Norte de Santander | 57 604  | 65.04% | 30 774  | 34.75% |
| Santander          | 109 103 | 68.99% | 48 737  | 30.82% |
| Tolima             | 84 506  | 77.54% | 24 331  | 22.32% |
| Valle del Cauca    | 184 772 | 64.43% | 101 354 | 35.34% |
| Fuente: El Tiempo  |         |        |         |        |